# Thomas J. Bergersen
 (janvier 2015).
Thomas Jacob Bergersen, né le 4 juillet 1980 à Trondheim, en Norvège, est un compositeur norvégien. Il est le cofondateur avec Nick Phoenix de la société de production musicale Two Steps from Hell, en 2006, spécialisée dans la musique épique classique. Les compositions de Bergersen ont été utilisées pour la promotion de nombreux films notoires, tels Avatar, Pirates des Caraïbes, Twilight, Narnia, Harry Potter, Da Vinci Code, La Momie, The Dark Knight, Interstellar et d'autres. 

## Biographie
Thomas Bergersen possède un master en composition et orchestration. Il a commencé sa carrière musicale comme demoscener sous le nom de Lioz, au sein du groupe Index. En 2007, la sortie d'un morceau de musique de trance Remember September l'a vu collaborer avec son confrère norvégien Boom Jinx. 
En mai 2010, Bergersen a sorti avec Phoenix un premier album public, Invincible, rassemblant les morceaux les plus populaires de Two Steps from Hell. D'autres albums publics sont sortis depuis, dont Archangel (2011) et SkyWorld (2012), chacun ayant atteint le top 100 d'iTunes dans la catégorie « Soundtracks ». Bergersen a donné un concert au Walt Disney Concert Hall, aux côtés de Phoenix, en 2013, confirmant à cette occasion leur souhait de donner un ou plusieurs concerts en Europe. 
En 2010, Bergersen a composé la musique originale du film The Human Experience. Un album rassemblant les différentes pistes du film est sorti le 29 mai 2011. La même année, Bergersen a sorti un album solo, Illusions. Son 2e album public, Sun, est sorti le 30 septembre 2014. Les musiques de Bergersen, aux côtés de celles de Hans Zimmer, ont été présentées lors de l'évènement musical The Masterpiece à Iași (Roumanie), le 28 juin 2014.
Le 7 février 2019, il sort American Dream, un album orchestral solo. Celui-ci suit l'aventure d'un jeune garçon qui voyage de l'Europe à l'Amérique au début des années 1900, à la recherche d'aventure, de fortune et de bonheur[source secondaire souhaitée].

## Discographie

### Albums studio[10]
- Illusions (2011)
- Sun (2014)
- American Dream (2019)
- Seven (7 juillet 2019)
- Humanity - Chapter I (1er juillet 2020)
- Humanity - Chapter II (11 novembre 2020)
- Humanity - Chapter III (6 mai 2021)
- Humanity - Chapter IV (2 septembre 2021)
- Humanity - Chapter V (20 avril 2023)
- TBA : Humanity - Chapter VI
- TBA : Humanity - Chapter VII
- TBA : Creatures of the Forest